# Hua Luogeng
Hua Luogeng (chino simple: 华罗庚; chino tradicional: 華羅庚; pinyin: Huà Luógēng; Wade–Giles: Hua Lo-keng; 12 de noviembre de 1910 - 12 de junio de 1985) fue un matemático chino nacido en Jintan, Jiangsu. Fue el fundador y pionero en muchos campos en la investigación matemática. 
Escribió más de 200 artículos y monografías, muchos de ellos se convirtieron en clásicos. Desde su repentina muerte mientras daba una conferencia de prensa en la Universidad de Tokio, Japón, muchos programas de matemáticas de educación secundaria han sido nombrado en su honor. Su libro sobre la teoría aditivia de números primos influyó a muchos teóricos en China, incluyendo el renombrado Chen Jingrun quien obtuvo el mejor resultado hasta ahora para el binario de la conjetura de Goldbach. Hua también hizo contribuciones al desarrollo de la educación universitaria en China. Fue el primer Presidente del Departamento de Matemáticas y Vicepresidente de la Universidad de Ciencia y Tecnología de China, un nuevo tipo de universidad china establecida por la Academia China de las Ciencias en 1958, que tenía por objetivo el fomento de expertos investigadores necesarios para el desarrollo de la economía, defensa y educación en ciencia y tecnología.
El padre de Hua era un pequeño empresario. Hua conoció a un profesor de matemáticas en la escuela intermedia quien reconoció su talento en forma temprana y lo animó a leer textos avanzados. Hua estuvo parcialmente paralizado en sus años de adolescencia, debido a una mala manipulación de una enfermedad prolongada durante la cual quedó en cama durante medio año. Su primer resultado significativo se refería a un artículo escrito por el Dr. Su Jiaju quien dijo haber descubierto una solución de forma cerrada radical de la quínticas. Hua estudió el artículo original de Abel en la irresolubilidad de quínticas y encontró un error de cálculo en una matriz de 13x13 en el papel de Su. De allí en adelante, Hua publicó su réplica en una revista de matemáticas en China, que fue observado con sumo interés por algunos profesores en la Universidad Tsinghua, especialmente el Dr. Xiong Qinglai. 
Hua nunca recibió una educación universitaria formal. Aunque recibió doctorados, nunca obtuvo un título oficial de una universidad. De hecho, su educación formal solo consistió de 6 años de escuela primera, y 3 años de escuela intermedia.